# Pro Tools Mixer
Der Pro Tools Mixer ist eine Softwarekomponente der Digital Audio Workstation Pro Tools. Er dient zur Zusammenfassung, Ausgabe und technischen, sowie klanglichen Bearbeitung der Audio- und MIDI-Signale. Der Aufbau kann individuell an den momentanen Bedarf angepasst werden. Für die unterschiedlichen Signale stehen fünf verschiedene Mixerspuren zur Verfügung: Tonspur, Aux Input, Instrumentenspur, MIDI-Spur und Master Fader. Die Mixerspuren, ausgenommen der MIDI-Spur, können einkanalig (Mono) oder mehrkanalig (Stereo, Raumklang) ausgeführt werden. Die Berechnung erfolgt bei Pro-Tools-LE-Systemen nativ und bei den Pro Tools TDM Systemen auf den Audiokarten durch die digitalen Signalprozessoren (DSP). Die Struktur des Pro Tools Mixers ist sehr an den Aufbau eines analogen Mischpultes angelehnt. Die maximale Größe des Mixers ist begrenzt, dabei wird die maximale Anzahl der Tonspuren durch die verfügbaren Voices des Systems bestimmt. Voices werden benötigt, um Audiosignale mittels der Tonspur aufzunehmen oder wiederzugeben. Bei TDM-Systemen werden große Mixer auf mehrere DSP-Prozessoren verteilt.

## Mischumgebung bei Pro-Tools-TDM-Systemen
Unter der Verwendung der Mischumgebung ist die Anzahl der Summierstufen (Mixer-Spuren) variabel. Pro Tools erzeugt beim Öffnen oder Erzeugen einer neuen Sitzung (Projekt) einen TDM-Mixer. Der Ausdruck mixer channel bezieht sich auf alle Spurtypen, ausgenommen die Master Fader, die keine zusätzliche DSP-Leistung benötigen. Wenn eine bestimmte Anzahl an „mixer channels“ überschritten wird, wird ein zusätzlicher DSP eingebunden, um zusätzlich Kapazität für den Mischprozess bereitzustellen. Innerhalb der Pro-Tools-Umgebung ist es möglich, einen eigenen Mixeraufbau hinsichtlich der Anzahl der Summierstufen zusammenzustellen. So passt sich die benötigte DSP-Leistung und die Anzahl der verwendeten Zeitschlitze an den tatsächlichen Bedarf für den Mixer an.

## Mixer-Zusatzmodul
Die Summierstufen werden in Form von Mixer-Modulen von der DAE (Digidesign Audio Engine) nach Bedarf geladen. Es gibt zwei unterschiedliche Mixer-Modul-Typen. Zum einen das Stereo- und zum anderen das Raumklang-Zusatzmodul.
Insgesamt stehen für die TDM-I-Technologie drei verschiedene Mixer-Module zur Verfügung: das Raumklang-Mixer-Modul, der 24 Bit optimierte Mixer und der 16 Bit optimierte Mixer.
Für die TDM-II-Technologie stehen vier verschiedene Mixer-Module zur Verfügung:
Stereo, Surround, Stereo Dithered und Surround Dithered. Durch das Dithering wird die maximale Anzahl an Eingängen etwas verringert.

### Stereo-Mixer
Die Stereo-Version des Mixers kann eine variable Anzahl an Eingängen auf maximal zwei Ausgänge zusammenmischen. Nach dieser Definition liegt der Mixer in der Form Nx2 vor, wobei N für die variable Anzahl an Eingängen steht und die Ziffer 2 die maximale Anzahl an Ausgängen definiert. Wenn zum Beispiel acht Mono-Tonspuren auf einen Stereoausgang (zwei Kanäle) zugewiesen werden wird ein einfacher 8(N)x2-Mixer benötigt.

### Surround-Mixer
Der Raumklangmixer kann eine variable Anzahl an Eingängen und eine variable Anzahl an Ausgängen besitzen. Bei einer 7.1-Raumklangmischung bestehend aus 10 Mono-Tonspuren und zwei Stereo-Tonspuren wird ein Raumklang-Mixer-Modul mit dem Format 14(N)x8 benötigt.

### Hauptmixer und Submixer
Jeder Mixer besitzt eine von der gewählten Abtastrate abhängige Gesamtkapazität (Größe). Jeder Hauptmixer benötigt eine eigene DSP-Prozessorzuweisung. Übersteigt die Anzahl an zu summierenden Kanälen die Gesamtkapazität eines Hauptmixers werden automatisch zusätzliche Hauptmixer und so genannte Submixer erzeugt. Ein Submixer summiert die Ausgänge mehrere Hauptmixer auf die mit den Hauptmixern definierte Anzahl an Ausgangskanälen. Dieses bedeutet wenn maximal 68 Mixereingänge und 2 Mixerausgänge möglich sind (68(N)x2) und die Anzahl an Eingängen überschritten wird, wird ein neuer Hauptmixer (68(N)x2) und ein Submixer (4(N)x2), entsprechend den Ausgängen des Hauptmixers erzeugt. Der zusätzliche Hauptmixer ermöglicht nun die Verwendung von mehr als 68 Eingängen. Der Submixer summiert die beiden Stereoausgänge der Hauptmixer auf den Stereoausgang des Submixers.
Der maximale positive Bereich der Kanalfader kann vom Anwender gesetzt werden. Hierzu stehen zwei Möglichkeiten (+6 dB und +12 dB) bereit, die beim Erstellen einer Pro Tools Session selbst gewählt werden können. Der maximale Regelbereich der Kanalfader hat direkten Einfluss auf den Headroom des Systems.

## 24-Bit-Mixerstruktur bei TDM I
Die Mixer-Module bei den Pro-Tools-MIX-Systemen bieten einen Aussteuerungsreserve von 30 dB. Bei diesem Mixer ist es möglich sowohl die Eingänge, als auch die Ausgänge der Summierstufen zu übersteuern. Durch die Verwendung eines Master Faders ist es möglich, den Signalpegel auf den Ausgängen zu reduzieren, und dadurch Übersteuerungen zu verhindern. Jedoch hat die Verringerung des Ausgangspegels keinen Einfluss auf die Eingänge der Summierstufe. Dadurch sind Übersteuerungen, die an den Eingängen der Summierstufe entstehen, nur durch eine Reduzierung der Eingangspegel zu verhindern.

## 48-Bit-Mixerstruktur bei TDM II
Die Mixer-Module werden auf einem reservierten Bereich der DSPs berechnet. Dadurch ist es möglich die Signale mit konstanter 48-Bit-Auflösung zu summieren. Selbst bei der Verringerung des Signalpegels durch den Fader bleibt die volle Auflösung erhalten. Die 48-Bit-Auflösung ermöglicht einen Aussteuerungsreserve von 48 dB. Sogar bei einer Faderposition von +6 dB kann kein Clipping auf der Eingangsseite des Summierbusses entstehen. Im Gegensatz dazu kann die Ausgangsseite der Summierstufe, welche die Signale auf einen physikalischen Ausgang der Hardware oder den TDM-Bus ausgibt, dennoch übersteuern. Um diese Übersteuerung an den Ausgängen des Mixers zu verhindern, kann ein Master Fader verwendet werden, der keine Qualitätsverluste zur Folge hat.

### Dithered Mixer bei TDM II
Bei den Dithered Mixer wird an jedem summierten Ausgang, sowohl an den physikalischen Ausgängen, wie auch auf den internen Bussen, ein unkorrelierter Dither verwendet. Der Dither verhindert, dass es zu hörbaren Artefakten an den Ausgängen zu dem 24-Bit-TDM Bus oder 24 Bit physikalischer Ausgang kommt, wenn das Signal die 48-Bit-Mixer-Ebene verlässt. Die möglichen Artefakte können entstehen, wenn zum Beispiel geringe Signalpegel bei der Wandlung von der 48-Bit- auf die 24-Bit-Ebene abgeschnitten werden. Die Artefakte werden nun durch das Dithering mit gleichförmigem weißem Rauschen überdeckt.
Durch die Hinzugabe des unkorrelierten Dither wird mehr DSP-Leistung benötigt. Die maximale Anzahl an Mixerkanälen vermindert sich um etwa 15 %.
Die Pro-Tools-Software bietet die Möglichkeit selbst zu wählen, welcher Mixer-Modul verwendet werden soll.
Das Dithering des Mixer-Plug-ins ist auf 24 Bit ausgelegt. Für den Fall, dass eine weitere Bittiefenwandlung indiziert ist, kann es sinnvoll sein, ein zusätzliches Dither-Modul für die fertige Mischung zu verwenden.

## Funktionsweise des 48-Bit-TDM-Mixers
Ausgehend von einem Signal, das von einem Analog-Digital-Wandler einer Schnittstelle mit 24 Bit digitalisiert wurde und demnach einen theoretischen Dynamikumfang von etwa 144 dB aufweist (1 Bit ermöglicht die Darstellung von 6,02 dB), kann die Funktion des Mixers näher erläutert werden.

### Signalverlauf zum Mixer

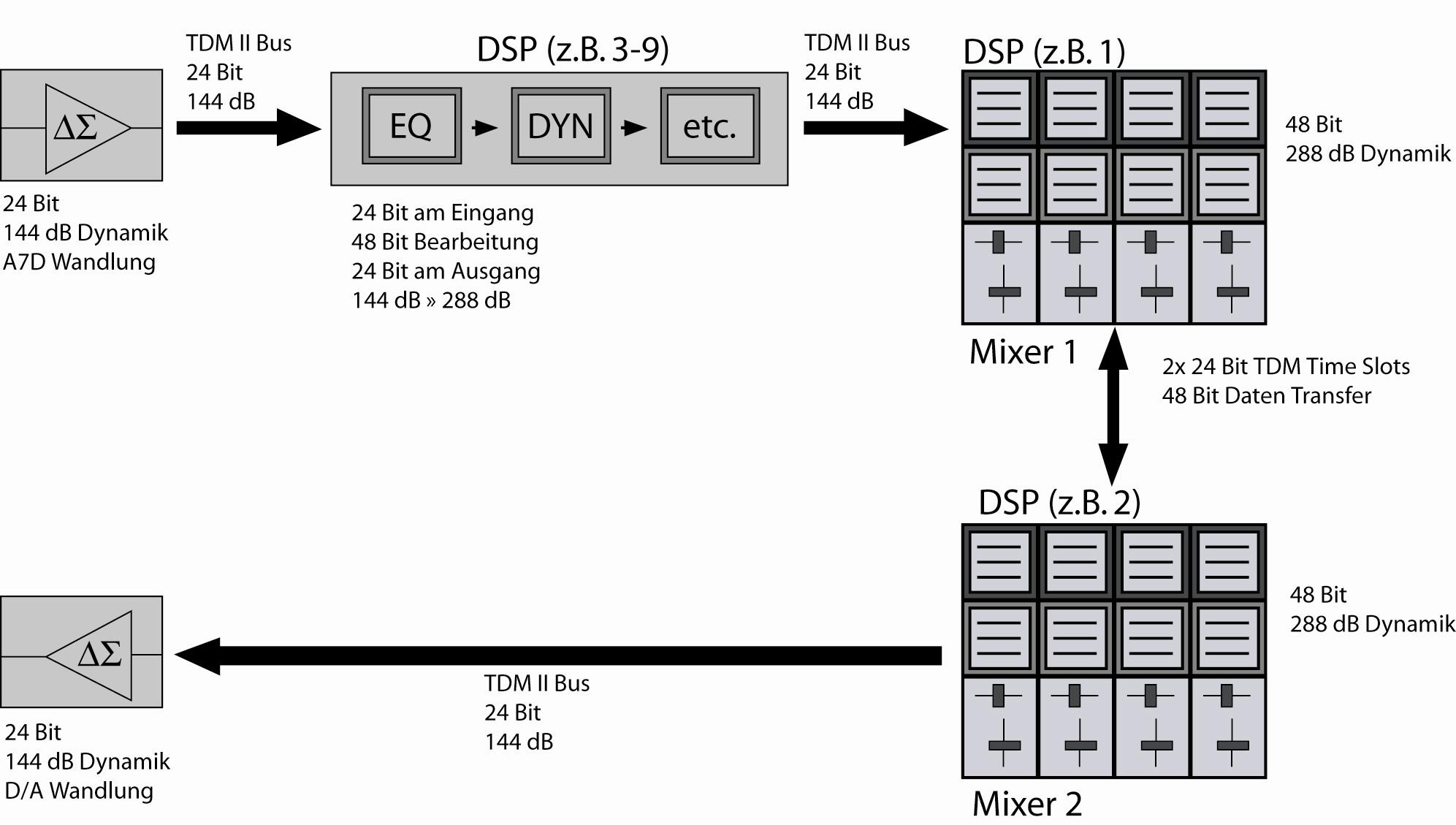
Bitauflösung im Signalverlauf in einem TDM-II-48-Bit-Mixer

Das nun digitalisierte Signal wird auf den 24-Bit-TDM-II-Bus gelegt und zu den DSP-Prozessoren auf den Audiokarten transportiert. Die Anzahl der zur gleichen Zeit möglichen transportierten Signale wird durch die Anzahl der Zeitschlitze definiert. Auf den DSP-Prozessoren kann das Signal nun durch Zusatzmodule bearbeitet (EQ, Kompressor usw.) werden. Die Module arbeiten nach dem so genannten „double-precision“-Prinzip. Hierbei wird ein 24-Bit-Signal (144 dB) mit 48 Bit (288 dB) bearbeitet. Durch die erweiterte Dynamik sind mehr Möglichkeiten zur Darstellung der Signalbearbeitungen verfügbar. Dieser Effekt macht sich besonders durch die neuberechneten Dezimalstellen des Signals bemerkbar. Bei jeder Signalveränderung, zum Beispiel Klangsteller, Kompressor, Veränderung des Signalpegels usw., wird das ursprüngliche Signal mit den Veränderungen multipliziert. Je mehr Darstellmöglichkeiten bestehen, umso höher kann die Klangqualität sein. Das Signal wird nach dem Modul durch einen Dither und anschließend wieder auf den 24-Bit-TDM-Bus geleitet.

### Signalverlauf im Mixer

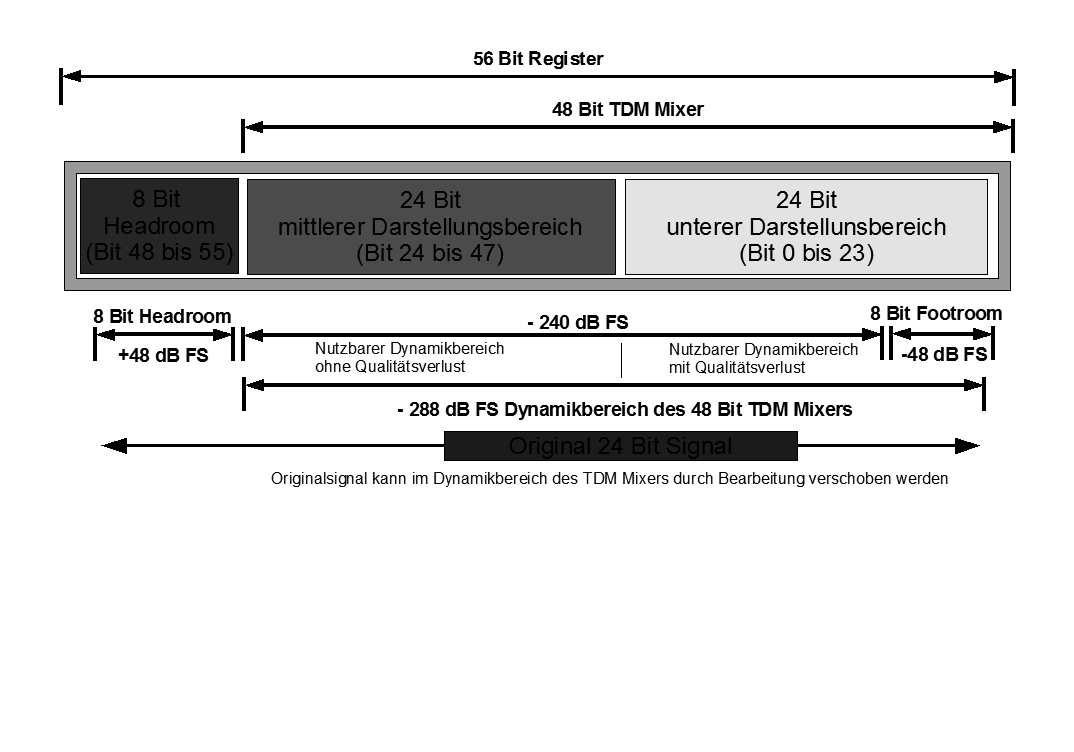
Pegel- und Dynamikbereich des 48-Bit-Mixers

Der Mixer ist ein Zusatzmodul, das von der DAE (Digidesign Audio Engine) geladen wird. Der Mixer bearbeitet das Signal mit 48 Bit und bietet daher eine Bearbeitungsdynamik von 288 dB. Für den Fall, dass der Mixer auf mehrere DSP-Prozessoren verteilt werden muss, bleibt diese Dynamik stetig erhalten. Für die Verbindung von mehreren Mixer-Modulen werden zwei Zeitschlitze auf dem 24-Bit-TDM-Bus für jede Verbindung verwendet.
Die 24 zusätzlichen Bit ermöglichen einen zusätzlichen Dynamikbereich für die Kanalfader über und unter der originalen 24-Bit-Auflösung. Dadurch können 128 korrelierte Spuren mit voller Aussteuerung (24 Bit) und maximaler Kanalfaderstellung (+ 12 dB) summiert werden, ohne den Eingang der Summierstufe zu übersteuern. Im Umkehrschluss ist es möglich, die Kanalfader auf nahe −90 dB zu regeln, bevor das Signal nicht mehr mit vollen 24 Bit dargestellt werden kann.
Am Eingang des Mixers werden die 24-Bit-Originalsignale mit 24-Bit-Pegel und Panoramakoeffizienten multipliziert. Dadurch wird ein 48-Bit-Resultat erzielt. In dem nun kreierten 48-Bit-Wort ist die originale 24-Bit-Information enthalten. Durch das Register des Mixers von 56 Bit ist es nun möglich den Signalpegel begrenzt zu erhöhen oder zu mindern ohne an Qualität zu verlieren. Die Fehler entstehen erst für Signale, die einen Signalpegel von etwa −240 dB aufweisen. Der entstehende Quantisierungsfehler bei der „double presicion“-Technik liegt bei etwa ein Millionstel dB. Durch das 56-Bit-Register sind nicht nur 24 zusätzliche Bits zur Darstellung von leisen Signalen vorhanden, sondern es werden 8 Bit als Aussteuerungsreserve für die Summierung bereitgestellt.
Beim Pro-Tools-Mixer spielt es keine Rolle, ob die Pegel am Eingang (Kanalfader) oder Ausgang (Masterfader) verändert werden, da durch diese Veränderung kein Einfluss auf Signaldarstellung und Weiterleitung ausgeübt wird.

#### Vergleich mit einem 24-Bit-Mixer

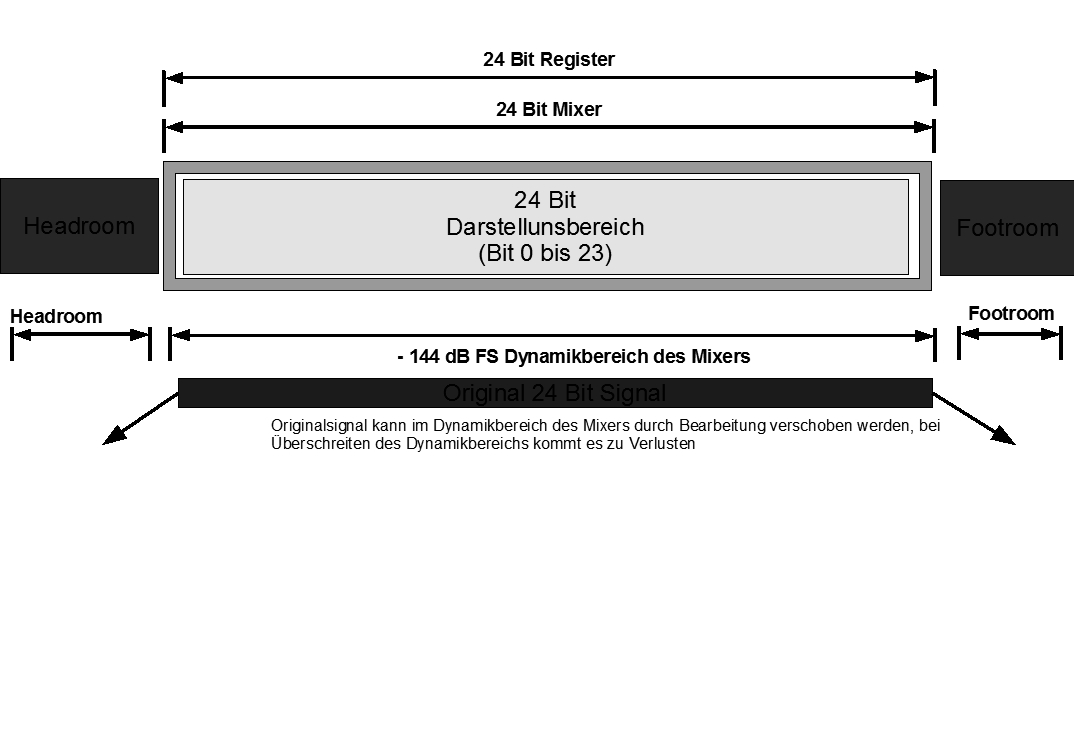
Pegel- und Dynamikbereich eines 24-Bit-Mixers

Bei einem Mixer mit maximaler Wortlänge von 24 Bit steht keine Aussteuerungsreserve und kein zusätzlicher Bereich für die Darstellung von negativen Pegelveränderungen zur Verfügung. Dadurch wird bei einer Summierung von mehreren Signalen der Bereich der Darstellung für kleine Signalpegel weiter verkleinert. Bei einer Verdoppelung der Signalanzahl reduziert sich der Dynamikbereich um 1 Bit. Der Grund liegt darin, dass der Pegel bei einer Verdoppelung der Anzahl von korrelierten Signalen um 6,02 dB angehoben wird.
Bei der 48-Bit-Mixer-Struktur war es möglich 128 korrelierte Signale zu summieren ohne einen Qualitätsverlust zu erzielen. Der Grund liegt im Dynamikbereich, in dem das summierte Signal mit der ursprünglichen 24-Bit-Wortbreite dargestellt werden kann. Dieser Bereich erstreckt sich von + 48 dB bis 0 dB (Headroom) und von 0 dB bis −90 dB.
Im Vergleich zum vorherigen Beispiel (48-Bit-Mixer-Struktur), sieht es bei einer 24 Bit Mixerarchitektur mit gleichen Grundvoraussetzungen etwas anders aus. Bei 128 korrelierten Signalen wird der summierte Signalpegel um 42,17 dB ansteigen. Da keine Aussteuerungsreserve zur Verfügung steht, muss der gesamte Signalpegel um 42,17 dB reduziert werden. Es stehen keine zusätzlichen Bits für die richtige Darstellung des pegelreduzierten Signals zur Verfügung, daher werden die letzten acht Bits abgeschnitten und aus dem ursprünglichen 24-Bit-Signal wird ein 16-Bit-Signal.

### Signalverlauf vom Mixer
Am Ausgang des Mixers wird das Signal aus der 48-Bit-Mixerebene wieder in die 24-Bit-Ebene gewandelt. Hierbei wird der originale 24 Bit Signalanteil, der sich zwischen maximal +48 dB und minimal −90 dB befindet, in voller Qualität auf den TDM-II-Bus ausgegeben. Über den TDM-Bus gelangt das Signal entweder direkt zu weiteren DSP-Prozessoren oder zu einem physikalischen Ausgang über einen D/A-Wandler.